# Xã Benton, Quận Adair, Missouri
Xã Benton (tiếng Anh: Benton Township) là một xã thuộc quận Adair, tiểu bang Missouri, Hoa Kỳ. Năm 2010, dân số của xã này là 19.700 người.